# Procesy życiowe
Procesy życiowe, czynności życiowe – czynności wspólne dla istot żywych. Umożliwiają ustalenie, że dany organizm jest istotą żywą.
Istoty żywe posiadają siedem wspólnych procesów życiowych: ruch, oddychanie, reakcja na bodźce, wzrost, wydalanie, rozmnażanie i odżywianie.